# Ernesto Alonso
Ernesto Ramírez Alonso (Aguascalientes, 28 de fevereiro de 1917 – Cidade do México, 7 de agosto de 2007) foi um ator, diretor, produtor de cinema e televisão mexicano. Produziu 157 telenovelas, ficando assim conhecido como "El Señor Telenovela".
Algumas telenovelas em que Ernesto atuou foram El derecho de nacer, Tu o Nadie, El Maleficio, Bodas de Odio, De Pura Sangre, La Otra e Amarte es mi pecado. Foi precursor das chamadas "Telenovelas Históricas", cujas tramas e argumentos relatavam fatos históricos do México como La Independencia, La Revolución e La Guerra de Reforma. Alguns destes melodramas foram: Senda de Gloria, Los Caudillos, El Carruaje, La Tormenta, El Vuelo del Águila, La Antorcha Encendida e Maximiliano y Carlota.

## Biografia
Ernesto era irmão do toureiro Alfonso Ramírez, "El Clesearo". Desde pequeno queria ser ator e estudou teatro na universidade de Bellas Artes. Já com vinte anos, trabalhava como figurante em "La Zandunga", único filme que Lupe Vélez filmou no México. Sua  oportunidade chegou quando a companhia de teatro das irmãs Blanch passou por Aguascalientes. Isabel e Anita Blanch pediram emprestado ao jovem Ernesto um toca-discos e, ao saberem que sonhava em ser ator, elas o levaram para a Cidade do México. Já na capital, Ernesto Alonso ingressou no mundo do cinema com  "La Gallina Clueca". Então, filmou mais de quinze filmes nos anos 1940, essa década teve seu fim quando encenou San Felipe de Jesús, mártir mexicano, no filme de mesmo nome. Nos anos 1950, sua carreira de ator teve um salto com filmes como "Otra primavera", junto a Libertad Lamarque, no qual interpreta um esquizofrênico; a adaptação da obra de Ibsen, "Casa de muñecas" junto a Marga López; e dois filmes dirigidos pelo legendário Luis Buñuel: "Abismos de pasión", uma adaptação de "Cumbres Borrascosas" de Emily Brontë, ao lado de Lilia Prado e Irasema Dilian, e "Ensayo de un crimen" ao lado de Miroslava Stern. Em "Los Olvidados", a narração introdutiva de cenas corre a cargo dele.
Ernesto estreou na televisão a partir de 1960 em uma telenovela mexicana. Como ator trabalhou em dez telenovelas, em 1969 tem uma de suas melhores caracterizações em "Más Allá de la Muerte", uma história de época em que um homem, que perdeu sua esposa no dia do casamento, fica obcecado com a sobrinha da falecida esposa.
É ele quem leva as obras de Caridad Bravo Adams para televisão, fazendo adaptações de famosas obras literárias e inventando o gênero de época, com "Corazón Salvaje", na produção histórica com "Carlota y Maximiliano", e até a biografia dramatizada com "Sor Juana Inés de la Cruz". Também dirigiu mais de trinta produções.
Com o passar dos anos, devido a vasta carreira no mundo cinematográfico e das telenovelas, Ernesto foi apelidado de "Sr. Telenovela". Como ator, interpretou em "Cartas Sin Destino" o papel de um idoso fracassado que serve de mensageiro a um jovem taxista e se apaixona pela destinatária de suas cartas; como o satânico mafioso de El Maleficio, realizando uma versão cinematográfica de "El Maleficio" com Lucía Méndez; e em um duplo papel como um perverso empresário e seu místico gêmeo em "Lo Blanco y lo Negro". Nessa última, interpretaria seu protagonista final.
A partir de 1990, Ernesto se dedicou a produzir as telenovelas. Não querendo se retirar da atuação, o novo milênio o viu voltar a aparecer diante das câmeras. Em ambas ocasiões interpretou sacerdotes: o exorcista de Abrázame muy fuerte e o frei de monastério onde se refugia a heroína de Entre el amor y el odio.
Aos noventa anos, o Sr. Telenovela seguiu ativo e conseguindo êxito, como com a trilogia La Otra, Amarte es mi pecado e Barrera de amor, na qual, a atriz a Yadhira Carrillo, conterrânea de Ernesto, fez seus primeiros trabalhos estrelares. Desde o seu início nas telenovelas, Ernesto era reconhecido por apadrinhar novos talentos e dar a eles seus primeiros papeis estrelares, entre eles Jorge Rivero, Eduardo Yáñez, seu sobrinho Jorge Vargas, e outros. Ao receber um prêmio TVyNovelas por Apuesta por un amor, o ator Fabián Robles agradeceu a Alonso por ter dado a oportunidade de entrar no mundo das telenovelas. 
A contribuição do sr. Telenovela foi amplamente reconhecida, assim como sua qualidade humana, que o fez ser querido por pessoas de várias gerações. Era amigo de novos atores, como foi das grandes estrelas do passado. Sua amizade com María Félix foi lendária, a quem convenceu fazer a única telenovela de sua carreira: a épica da Revolução Mexicana, "La Constitución". Essa charmosa amizade teve um triste epílogo quando, após a morte da Sra. Félix, Ernesto foi acusado injustamente de "tê-la ajudado a morrer". 
Outra grande amizade foi com a atriz Miroslava Stern, que se suicidou em 1955. Segundo Ernesto, a atriz havia confessado a depressão que a levaria a tão trágica decisão, enquanto eles rodavam "Ensayo de un crimen".

## Como produtor
- Barrera de amor (2005-2006)
- Amarte es mi pecado (2004)
- La Otra (2002)
- El precio de tu amor (2000)
- Laberintos de pasión (1999)
- Desencuentro (1997)
- La antorcha encendida (1996)
- El vuelo del águila (1994)
- Triángulo (1992)
- La sonrisa del diablo (1992)
- Yo compro esa mujer (1990)
- Lo blanco y lo negro (1989)
- Nuevo amanecer (1988)
- Encadenados (1988)
- Victoria (1987)
- Senda de gloria (1987)
- De pura sangre (1986)
- El engaño (1986)
- Herencia maldita (1986)
- Tú o nadie (1985)
- La traición (1984)
- El maleficio (1983)
- Bodas de odio (1983)
- Extraños caminos del amor (1982)
- En busca del paraíso (1982)
- El amor nunca muere (1982)
- El derecho de nacer (1981)
- Quiéreme siempre (1981)
- Aprendiendo a amar (1980)
- Al rojo vivo (1980)
- Conflictos de un médico (1980)
- Al final del arco iris (1980)
- Yara (1979)
- Muchacha de barrio (1979)
- Pasiones encendidas (1978)
- La mujer marcada (1978)
- Mundos opuestos (1977)
- Corazón Salvaje (1977)
- Lo imperdonable (1975)
- El milagro de vivir (1975)
- Ana del aire (1974)
- Entre brumas (1973)
- La hiena (1973)
- La tierra (1973)
- El carruaje (1972)
- La Constitución (1972)
- Las gemelas (1972)
- Muchacha italiana viene a casarse (1971)
- La sonrisa del diablo (1970)
- La cruz de Marisa Cruces (1970)
- Los Caudillos (1968)
- La Tormenta (1967)
- Más fuerte que tu amor (1966)
- Corazón Salvaje (1966)
- La mentira (1965)
- La leona (1962)
- Cartas de Amor (1961)
- Pecado mortal (1960)

## Como ator
- Entre el amor y el odio (2002) .... Abad
- Abrázame muy fuerte (2000)  .... Padre Bosco
- A propósito de Buñuel (2000) .... ele mesmo (documentário) (co-produão con Espanha, França e Estados Unidos)
- Un Bunuel Mexican(1997)
- Bajo un mismo rostro (1995)  .... Melchor
- Lo Blanco y lo negro (1989) .... Angel y Silvio de Castro
- El Maleficio filme (1986)  .... Enrique de Martino
- El Maleficio telenovela (1983) .... Enrique de Martino
- Aprendiendo a amar (1980) .... Cesar
- Coronación (1976) .... Andrés Ávalos
- México de mis amores (1976) .... narrador
- Ensayo de un crimen (1955) .... Archibaldo de la Cruz
- Abismos de pasión (1953) .... Eduardo
- Reportaje (1953)
- La cobarde (1952) .... Arturo
- Trotacalles (1951) .... Rodolfo o Rudy
- Los olvidados (1950) .... voz
- Mujer de medianoche (1949) .... Hugo
- El precio de la gloria (1947) .... Alberto Reyes
- Crimen en la alcoba (1946) .... Federico Alarcón
- La mujer de todos (1946) .... Carlos
- Bodas trágicas (1946) .... Octavio
- El monje blanco (1945) .... frei Can
- El jagüey de las ruinas (1944) .... Ramón
- Marina (1944) .... Pascual
- La corte de faraón (1943) .... Micelino
- El Globo de Cantolla (1943)
- El Jorobado (1943) .... Gonzága
- La Virgen que forjó una Pátria (1942) .... Capitão Ignacio Allende.
- Historia de un Gran Amor (1942) .... Sacristão
- La Gallina Clueca (1941) ....  Roberto
- Papacito Lindo (1939) .... figurante
- La Zandunga (1937) ....  figutante

## Documentários
- Ernesto Alonso, El genio de la Telenovela (2000) Dir. Arturo Pérez Velasco.